# Spanish Fort
Spanish Fort ist eine US-amerikanische Stadt im Baldwin County in Alabama. Spanish Fort hatte bei der Volkszählung 2020 des U.S. Census Bureau 10.049 Einwohner. Spanish Fort zählt als Vorstadt von Mobile.

## Demografie
Bei der Volkszählung der USA im Jahr 2000 hatte Spanish Fort 5.423 Einwohner, 2.035 Haushalte und 1.518 Familien. 93,64 % der Bevölkerung waren Weiße, 4,37 % Afro-Amerikaner. 26,2 % der Bürger waren unter 18 Jahre alt, 17,7 % älter als 65 Jahre. Das Durchschnittsalter betrug 41 Jahre. Das Durchschnittseinkommen belief sich auf 27.081 US-Dollar. Nur 2,8 % lebten unter der Armutsgrenze.

## Geschichte
Nachdem 1712 Mobile von den Franzosen gegründet worden war, wurde ein Handelsposten errichtet. Im Franzosen- und Indianerkrieg nahm Großbritannien ein großes Gebiet entlang der Küste des Golf von Mexiko ein, so 1763 auch Spanish Fort. Im Amerikanischen Unabhängigkeitskrieg nahmen die Spanier Mobile und die umliegenden Gebiete ein und errichteten auf dem ehemaligen Handelsposten der Franzosen ein Presidio, eine Festung. Diese „spanische Festung“ (engl.: Spanish Fort) war später Schauplatz eines britischen Gegenangriffs. Im Britisch-Amerikanischen Krieg wurde Spanish Fort, wie es mittlerweile hieß, amerikanischer Besitz. Im Sezessionskrieg wurde Spanish Fort als östliche Verteidigungsanlage von Mobile verstärkt. Spanish Fort war zwischen 27. März und 8. April 1865 Schauplatz der Schlacht von Spanish Fort im Sezessionskrieg.
Am 19. Juli 1993 wurde Spanish Fort zur Stadt.
Eine Stätte im Ort ist im National Register of Historic Places (NRHP) eingetragen (Stand 30. Juni 2019), die Geisterstadt Blakeley.

## Umgebung
Im Südosten von Spanish Fort liegen Daphne (5 km) und Loxley (17 km). Im Süden liegen Fairhope (16 km), Point Clear (19 km), Silverhill (21 km) und Robertsdale (24 km). Im Westen liegen Mobile (17 km) und Prichard (19 km). Im Nordwesten befinden sich in 19 km Entfernung Chickasaw und Saraland und Satsuma in 24 km Entfernung. Der Golf von Mexiko liegt 5 km entfernt, die Nordwestgrenze von Florida 34 km, der County Seat Bay Minette 24 km.

## Verkehrsanbindung
Spanish Fort liegt an der US Route 31. Außerdem ist die Interstate 10 1 Meile entfernt.